# Toogtyveplettet mariehøne
Den toogtyveplettede mariehøne (videnskabeligt navn Psyllobora vigintiduopunctata) er en bille i familien mariehøns. De fleste mariehønearter lever af bladlus, dog lever den toogtyveplettede mariehøne udelukkende af skimmelsvampe. Arten er meget nemt kendelig på grund af den meget stærke gule farve og de mange sorte pletter.